# Țarațovo, Plovdiv
Țarațovo (în bulgară Царацово) este un sat în comuna Marița, regiunea Plovdiv,  Bulgaria. 

## Demografie
Componența etnică a satului Țarațovo
     Bulgari (84%)
     Nicio identificare (15,56%)
     Altele (0,56%)
La recensământul din 2011, populația satului Țarațovo era de 2.300 locuitori. Din punct de vedere etnic, majoritatea locuitorilor (84%) erau bulgari. Pentru 15,56% din locuitori nu este cunoscută apartenența etnică.